# Ernest George Jansen
Ernest George Jansen (1881–1959) volt az utolsó előtti főkormányzó a Dél-afrikai Unióban, aki 1951-től 1959-ben bekövetkezett haláláig töltötte be hivatalát.

## Élete

### A politikában
1881. augusztus 7-én született Dundee-ban, 1905-ben szerzett jogi diplomát a Fokvárosi Egyetemen, majd 1913-tól ügyvédként praktizált.
Az afrikáner érdekképviseletet támogatván, 1915-ben csatlakozott a Nemzeti Párthoz. 1915 és 1920, 1921 és 1943, valamint 1947 és 1950 között parlamenti képviselő volt.
1919-ben tagja volt annak a küldöttségnek, amely sikertelenül próbálta rávenni Woodrow Wilson amerikai elnököt, hogy szorgalmazza az egykori búr köztársaságok (Oranje Szabadállam) és Transvaal függetlenségének visszaállítását.
Jansen 1924 és 1929 között a dél-afrikai parlament képviselőházának elnöke, 1929 és 1934 között bennszülöttügyi és öntözési miniszter, 1934 és 1943 között pedig ismét házelnök volt. Határozott és pártatlan, nem személyeskedő beszédei miatt nagyra becsülték Jansent.
1948 és 1950 között ismét bennszülöttügyi miniszter volt, de a Nemzeti Párt vezetősége úgy gondolta, hogy nem elég "elfogadó" az új apartheid politikával szemben, ezért menesztették pozíciójából. Ezt követően a keményvonalas Hendrik Verwoerd került a bennszülöttügyi miniszteri posztra, Daniel Malan miniszterelnök pedig hivatalosan "előléptette" (gyakorlatilag felfelé buktatta) a politikailag semleges főkormányzói posztra, amely ekkor üresedett meg. Afrikáner nacionalistaként és vaskos republikánusként Jansen nem volt hajlandó az ünnepi egyenruhát viselni, és nem tett hűségesküt az uralkodónak, akit papíron képviselnie kellett volna. Hivatalát 1959-ben bekövetkezett haláláig töltötte be. Utódja Charles Robberts Swart igazságügy-miniszter lett.

### A politikán kívül
Jansen alapító tagja volt 1909-ben a Dél-afrikai Tudományos és Művészeti Akadémiának (Suid-Afrikaanse Akademie vir Wetenskap en Kuns – SAAWEK), 1917-ben az Együttműködési Uniónak (Saamwerk-Unie), az Afrikáner Kulturális Egyesületek Szövetségének (Federasie van Afrikaanse Kultuurvereniginge – FAK) 1929-ben és a Voortrekkereknek (a cserkészek és leánykalauzok afrikáner megfelelője) 1930-ban, valamint ceremóniamester volt a Voortrekker-emlékmű alapkőletételénél 1938-ban és átadásánál 1949-ben.

## Családja
Jansen 1912-ben feleségül vette Martha Mabel Pellissiert. Mindketten az afrikáner kulturális körök aktív tagjai voltak.

## Fordítás
Ez a szócikk részben vagy egészben  az   Ernest George Jansen című angol Wikipédia-szócikk ezen változatának fordításán alapul.  Az eredeti cikk szerkesztőit annak laptörténete sorolja fel. Ez a jelzés csupán a megfogalmazás eredetét és a szerzői jogokat jelzi, nem szolgál a cikkben szereplő információk forrásmegjelöléseként.